# Phytomastax salebrosa
Phytomastax salebrosa is een rechtvleugelig insect uit de familie Eumastacidae. De wetenschappelijke naam van deze soort is voor het eerst geldig gepubliceerd in 1969 door Stolyarov.